# Atacama Cosmology Telescope
Das Atacama Cosmology Telescope ACT ist ein Radioteleskop zur Untersuchung des kosmischen Mikrowellenhintergrunds (CMB).

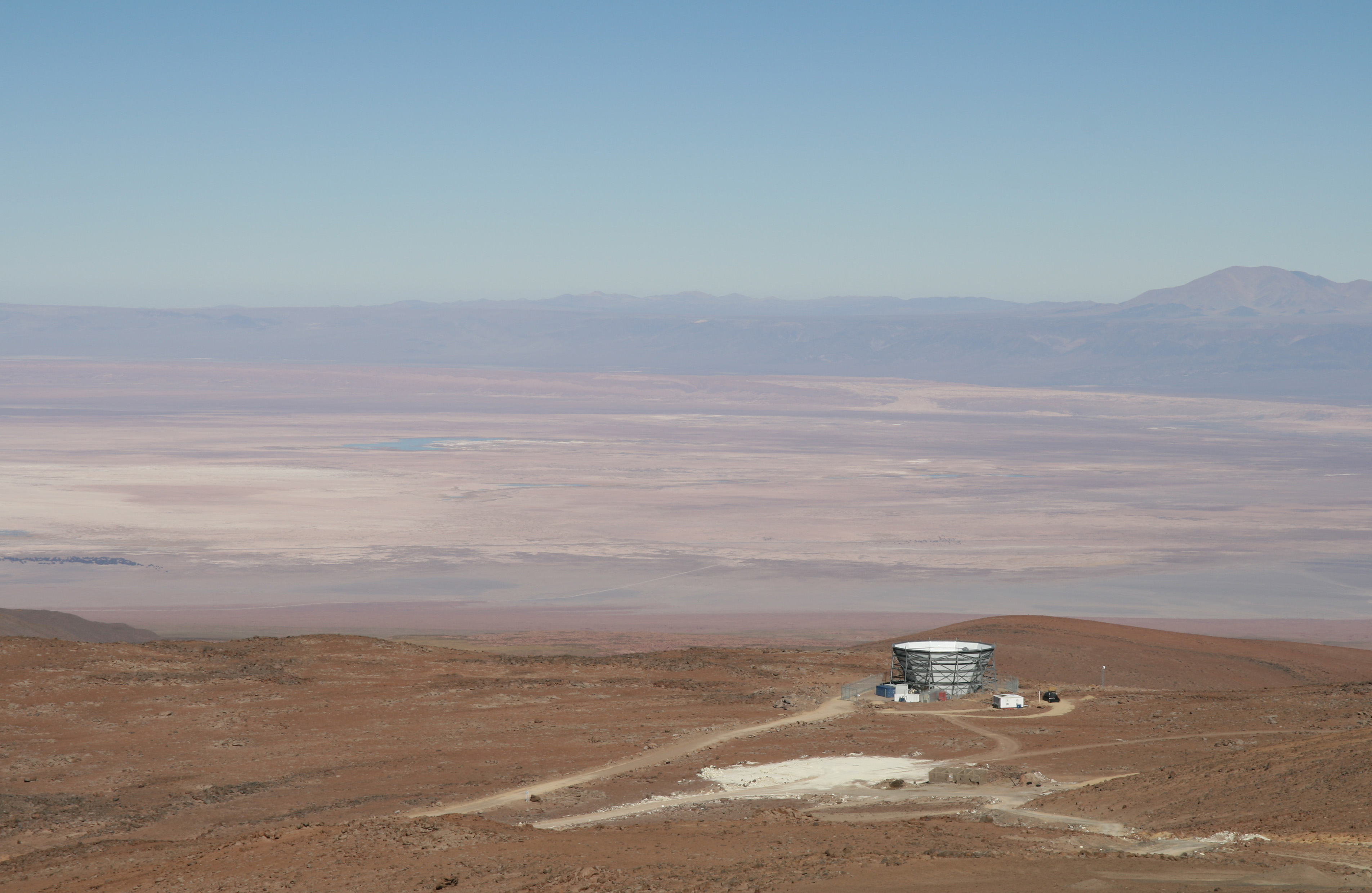
Blick vom Hang des Cerro Toco

ACT ist ein 6-m-Teleskop in einer Höhe von 5148 m am Cerro Toco in der Atacama-Wüste in Nordchile. Teleskop und Instrumentierung sind ausgelegt für Untersuchungen der Unregelmäßigkeiten des kosmischen Mikrowellenhintergrunds und für die Entdeckung von Galaxienhaufen durch ihre vom Sunyaev-Zeldovich-Effekt bewirkte lokale Veränderung des Mikrowellenhintergrunds. Zusammen mit Folgebeobachtungen könnte die Entdeckung vieler Galaxienhaufen zum Verständnis der Strukturentwicklung im Universum und der Dunklen Energie beitragen.
Ein erster Testempfänger ging im Juni 2007 in Betrieb und das Teleskop sah am 22. Oktober 2007 first light. Das Hauptinstrument ist eine Bolometerkamera (Millimeter Bolometer Array Camera, MBAC) mit neuartigen supraleitenden Transition Edge Sensors für drei Frequenzen zwischen 145 GHz und 280 GHz. ACT wird gemeinsam von 17 Institutionen aus den USA (unter anderem der Princeton University), Kanada, Mexiko, Chile, Südafrika und Großbritannien gebaut und betrieben und hauptsächlich von der National Science Foundation finanziert. Gebaut wurde das Teleskop von Dynamic Structures in Vancouver.
Der CMB wird mit einer Auflösung von einem Millionstel Grad vermessen und einer Winkelauflösung im Bogenminuten-Bereich.

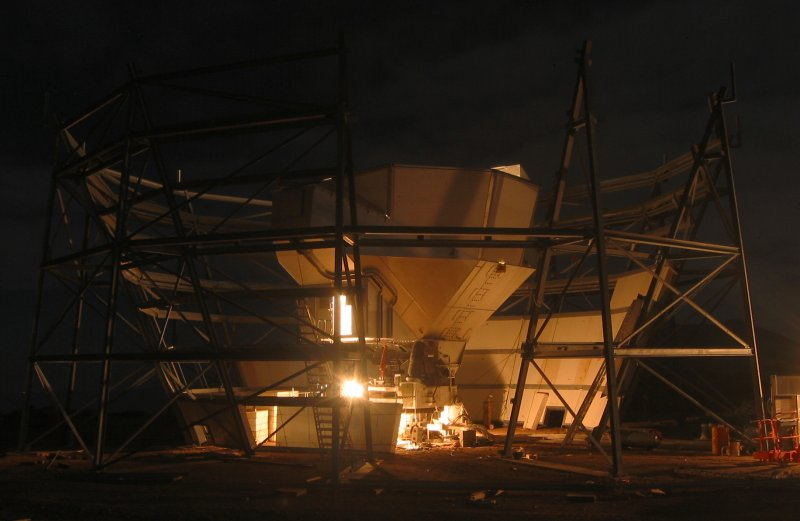
ACT 2007 im Bau

Erste Ergebnisse wurden 2010 veröffentlicht und es wurden Gravitationslinseneffekte beobachtet und erste Hinweise auf Dunkle Energie allein aus dem CMB.
Ähnliche Ziele verfolgt das South Pole Telescope, das ebenfalls 2007 first light sah.